# Feock (Regno Unito)
Feock (in lingua cornica: Lannfiek) è un villaggio con status di parrocchia civile della costa meridionale della Cornovaglia (Inghilterra sud-occidentale), facente parte dell'ex-distretto di Carrick e situato lungo le Carrick Roads (estuario del fiume Fal), nella penisola di Roseland.

## Etimologia
Il nome del villaggio deriva da quello di un santo, Fioc o Feoca.

## Geografia fisica

### Collocazione
Feock si trova a circa 9 km a sud di Truro.

### Suddivisione amministrativa della parrocchia civile di Feock
- Feock
- Carnon Downs
- Chycoose
- Devoran
- Goonpiper
- Harcourt
- Killiganoon
- Penelewey
- Penpol
- Porthgwidden
- Restronguet Point
- Trevilla
- Trelissick

## Società

### Evoluzione demografica
L'intera parrocchia civile di Feock conta una popolazione di circa 3.500 abitanti.
Al censimento del 2011, il solo villaggio di Feock contava invece una popolazione pari a 533 abitanti.

## Edifici e luoghi d'interesse

### Chiesa di San Feoca
Nel villaggio principale si trova la chiesa di San Feoca, eretta nel XII secolo e ricostruita nel XIX secolo.

### Trelissick Garden
Nei dintorni di Feock, segnatamente nel villaggio di Trelissick, si trova inoltre il Trelissick Garden, celebre giardino con piante subtropicali.

## Amministrazione

### Gemellaggi
- Hôpital-Camfrout, Francia[6]